# Lets voetbalkampioenschap 1949
In 1949 werd het 6e voetbalseizoen gespeeld van de Letse SSR, voorheen was Letland onafhankelijk en speelden de clubs in de  Virslīga. Sarkanais Metalurgs werd voor derde keer kampioen.

## Stand
| Pos | Team                | Wed | W  | G | V  | Ptn | DV  | DT | +/−  |
| --- | ------------------- | --- | -- | - | -- | --- | --- | -- | ---- |
| 1   | Sarkanais Metalurgs | 22  | 22 | 0 | 0  | 44  | 121 | 9  | +112 |
| 2   | PAK Zhmylov         | 22  | 15 | 2 | 5  | 32  | 54  | 26 | +28  |
| 3   | PAK Kasatkin        | 22  | 14 | 3 | 5  | 31  | 58  | 31 | +27  |
| 4   | Spartak             | 22  | 13 | 5 | 4  | 31  | 53  | 29 | +24  |
| 5   | Dinamo Rīga         | 22  | 11 | 5 | 6  | 27  | 49  | 29 | +20  |
| 6   | Dinamo Ventspils    | 22  | 10 | 4 | 8  | 24  | 42  | 44 | −2   |
| 7   | DzSK                | 22  | 6  | 6 | 10 | 18  | 38  | 63 | −25  |
| 8   | VEF                 | 22  | 7  | 3 | 12 | 17  | 29  | 49 | −20  |
| 9   | Daugava Daugavpils  | 22  | 6  | 4 | 12 | 16  | 26  | 42 | −16  |
| 10  | RVR                 | 22  | 6  | 3 | 13 | 15  | 31  | 43 | −12  |
| 11  | Daugava Dobele      | 22  | 2  | 5 | 15 | 9   | 21  | 84 | −63  |
| 12  | AVN                 | 22  | 0  | 0 | 22 | 0   | 17  | 90 | −73  |

## Kampioen
| Virslīga 1949                           |
| Letland                                 |
| --------------------------------------- |
| Sarkanais Metalurgs Kampioen (3° titel) |